# Jules Claretie
Jules Arsène Arnaud Claretie (3 de diciembre de 1840 - 23 de diciembre de 1913) fue un novelista, dramaturgo, historiador y cronista de la vida parisina. Posteriormente fue director del Théâtre Français.

## Biografía
Claretie nació en la ciudad capital histórica de Limoges. Después de estudiar en el Lycée Bonaparte de París, se convirtió en periodista, logrando un gran éxito como crítico de teatro de diarios como Le Figaro y Opinion Nationale. Fue corresponsal de prensa durante la guerra Franco-Prusiana, y durante la Commune, actuó como funcionario de la Guardia Nacional. Posteriormente, escribió en la revista Journal des Voyages y en 1885 fue nombrado director del Théâtre Français, y desde ese momento se dedicó principalmente a la administración del teatro hasta su muerte. 
En 1888, fue elegido miembro de la Academia francesa, tomando asiento en el mes de febrero de 1889 y siendo recibido por Ernest Renan. 

## Obras
- 1860, La Revanche des morts
- 1862, Une drôlesse
- 1863, Pierrille
- 1864, Les Contemporains oubliés
- 1864, La Fontaine et Lamartine
- 1864, Les Ornières de la vie
- 1864, Les Victimes de Paris
- 1864, Le Dernier Baiser
- 1864, Eliza Mercœur
- 1864, M. de Lamartine
- 1865, Les Voyages d’un Parisien
- 1865, Petrus Borel le lycanthrope
- 1865, Béranger
- 1865, L’Incendie de la Birague
- 1866, Un assassin (Robert Burat)
- 1866, Histoires cousues de fil blanc
- 1867, Les Derniers Montagnards, histoire de l’insurrection de Prairial an III
- 1867, Mademoiselle Cachemire (Une femme de proie)
- 1868, La Libre Parole. Madeleine Bertin
- 1869, Raymond Lindey
- 1869, La Volonté du peuple
- 1869, La Poudre au vent
- 1869, La Famille des gueux
- 1869, La Vie moderne au théâtre, 2 vol.
- 1870, Armand Barbès
- 1870, Journées de voyage, Espagne et France
- 1871, La Débâcle
- 1871, Le Champ de bataille de Sedan
- 1871, L’Empire, les Bonaparte et la Cour
- 1871, La France envahie
- 1871, La Guerre nationale
- 1871, Paris assiégé
- 1871, Rapport sur la fondation de bibliothèques municipales
- 1872, Noël Rambert (Le petit Jacques)
- 1872, Le Roman des soldats
- 1872, Histoire de la Révolution de 1870-1871, 5 volumes (reedición en dos volúmenes en 1877)
- 1872, Les Prussiens chez eux
- 1873, Ruines et fantômes
- 1873, Molière, sa vie et ses œuvres
- 1873, Peintres et sculpteurs contemporains, 2 vol.
- 1874, Les Ingrats
- 1874, J.-B. Carpeaux
- 1874, Les Muscadins, 2 vol.
- 1874, Portraits contemporains, 2 vol.
- 1874, Les Belles folies
- 1874, Camille Desmoulins, Lucile Desmoulins
- 1876, L’Art et les artistes français contemporains
- 1876, Le Renégat (Michel Berthier)
- 1876, Le Beau Solignac, 2 vol.
- 1876, Cinq ans après : l’Alsace et la Lorraine
- 1877, Le Père
- 1877, Le Régiment de Champagne
- 1877, Une Journée à l’abbaye de Valmont
- 1877, Le Train n°17
- 1878, La Maison vide. Le Troisième Dessous
- 1879, La Fugitive
- 1879, Le Drapeau
- 1879, Béranger et la chanson
- 1879, Les Mirabeau
- 1880, La Maîtresse
- 1880, La Vie à Paris, 17 vol.
- 1881, Monsieur le Ministre
- 1881, Les Amours d’un interne
- 1882, Le Million
- 1883, Ludovic Halévy
- 1883, Noris, mœurs du jours
- 1883, Célébrités contemporaines
- 1883, Un enlèvement au XVIIIe siècle
- 1884, Le Prince Zilah
- 1885, Jean Mornas
- 1885, Le Petit Jacques
- 1886, Journées de vacances
- 1887, La Mansarde
- 1887, Candidat
- 1887, La Canne de M. Michelet
- 1888, Bouddha
- 1889, L’Académie française en 1789
- 1890, La Cigarette
- 1890, Puy joli
- 1891, Le Roman en France au début du XVIIIe siècle
- 1891, L’Américaine
- 1891, Feuilles de route en Tunisie
- 1894, La Navarraise
- 1894, Mariage manqué
- 1890, La Frontière
- 1895, L’Accusateur
- 1896, Brichantreau comédien
- 1901, Le Sang français
- 1902, Victor Hugo
- 1902, Brichantreau célèbre
- 1903, Profils de théâtre
- 1904, La Maison de Victor Hugo
- 1907, Le Mariage d’Agnès
- 1908, L'Obsession (Moi et l'autre)